# Patriarchální farnosti v Norsku
Patriarchální farnosti v Norsku je kanonická správní struktura ruské pravoslavné církve na území Norsku.

## Administrativní dělení
V soustavě patriarchálních farností v Norsku se nachází 7 farností.
Správcem farností je patriarcha moskevský a celé Rusi.

## Historie
Po rozpadu Sovětského svazu přicházelo do Norska více pravoslavných věřících. Dne 14. prosince 1996 vznikla v Oslu farnost svaté apoštolům rovné kněžny Olgy. Správou farnosti byl pověřen jeromonach Kliment (Huhtamäki). Dne 7. dubna 1997 byla farnost oficiálně registrována státem.
Roku 2005 byl igumen Kliment (Huhtamäki) jmenován blagočinným patriarchálních farností v Norsku.

## Seznam farností
- farnost svaté apoštolům rovné kněžny Olgy v Oslu
- farnost svaté velikomučednice Ireny v Stavangeru
- farnost Zjevení Páně v Bergenu
- farnost přepodobné Anny Novgorodské v Trondheimu
- farnost v Tromsu
- farnost přepodobného Trifona Pečengského v Kirkenesu
- farnost Zesnutí přesvaté Bohorodice ve Špicberkách